# Swatow (Schiff)
Die Swatow war ein deutsches Frachtschiff. 

## Geschichte
Die Swatow wurde 1889 in Hamburg erbaut. Das Schiff wurde nach der Hafenstadt Swatow in Südchina benannt. Zunächst war sie bei der Reederei DSG in Hamburg registriert und seit 1895 bei der auch in Hamburg ansässigen Reederei Chinesische Küstenschiffahrt AG. Die Swatow war im chinesischen Küstendienst auf Fahrt. 
Im November 1897 wurde der Frachter von der Kaiserlichen Marine beschlagnahmt für Aufgaben bei der Besetzung der chinesischen Bucht Kiautschou durch die deutschen Streitkräfte. 1898 wurde das Frachtschiff an seine Reederei zurückgegeben.
Im Jahre 1900 verkaufte die Chinesische Küstenschiffahrt AG das Schiff an eine japanische Reederei, die den Frachter unter dem Namen Swatow Maru betrieb. Seit 1927 führte das Schiff den Namen Zuhio Maru und seit 1937 Asahi Maru. Der weitere Verbleib des Schiffes ist nicht bekannt.  